# Окулярник велалавельський
Окулярник велалавельський (Zosterops vellalavella) — вид горобцеподібних птахів родини окулярникових (Zosteropidae). Ендемік Соломонових Островів.

## Опис
Довжина птаха становить 11,5 см. Верхня частина тіла жовтувато-оливкова. Навколо очей білі кільця, які перетинаються чорними смугами, що ідуть від дзьоба до очей. Махові і стернові пера бурі з широкими жовтувато-оливковими краями. Горло жовтувато-оранжеве, відділене від сіруватих грудей і живота оливковою смугою. Гузка жовта. Очі червонувато-карі, дзьоб яскраво-жовтий, лапи жовті. Виду не притаманний статевий диморфізм. У молодих птахів дзьоб бурувато-роговий, лапи сірі.

## Поширення і екологія
Велалавельські окулярники є ендеміками острова Велья-Лавелья. Вони живуть в рівнинних тропічних лісах і на узліссях, а також на кокосових плантаціях.

## Збереження
МСОП вважає стан збереження цього виду близьким до загрозливого. За оцінками дослідників, популяція велалавельських окулярників складає менше 1000 птахів. Їм загрожує знищення природного середовища.